# Tomás Thompson Flores
Thomaz Thompson Flores (Porto Alegre, 10 de janeiro de 1852 — Canudos, 22 de junho de 1897) foi um político brasileiro. Exerceu o mandato de deputado federal constituinte pelo Rio Grande do Sul em 1891.

## Biografia
De ascendência inglesa, assentou praça aos 14 anos para servir na Guerra do Paraguai (1864-1870), de onde voltou com o posto de Alferes. Pela participação nesse conflito, ganhou medalhas conferidas pelos governos do Brasil e da Argentina. Foi promovido a tenente em maio de 1878 e a capitão em abril de 1883. Cursou a Escola Militar, concluindo o curso de Infantaria e Cavalaria em 1883.
Depois de proclamada a República, chegou ao posto de major em janeiro de 1890 e a tenente-coronel em março do mesmo ano. Em setembro desse ano foi eleito deputado federal constituinte pelo estado do Rio Grande do Sul na legenda do Partido Republicano Rio-Grandense (PRR), então liderado por Júlio de Castilhos. Assumiu sua cadeira em 15 de novembro de 1890, quando foi instalada a Assembleia Nacional Constituinte (ANC) no Rio de Janeiro. Durante os trabalhos de elaboração da primeira Constituição republicana do país, fez oposição ao presidente Deodoro da Fonseca (1889- 1891). Promulgada a nova Carta constitucional em 24 de fevereiro de 1891, em junho seguinte assumiu sua cadeira na Câmara dos Deputados no Rio de Janeiro, agora Distrito Federal, para cumprir o seu mandato ordinário, até o ano de 1893. Ainda em 1891 chegou ao posto de coronel e, por decreto de julho desse ano, foi nomeado comandante do 6º Distrito Militar.
Em novembro de 1891, com a chegada à presidência do marechal Floriano Peixoto (1891-1894), o poder no estado do Rio Grande do Sul foi entregue a uma junta governativa e, posteriormente, a José Antônio Correia da Câmara, o visconde de Pelotas (1892), que, por sua vez, foi deposto em junho de 1892 por um movimento articulado por Júlio de Castilhos. Esse movimento teve o apoio militar de Tomás Thompson Flores, ainda deputado federal, e do marechal Falcão da Frota.
Após concluir seu mandato de deputado federal em dezembro de 1893, continuou sua carreira militar e tornou-se comandante do 13º Batalhão de Infantaria. Integrado a essa divisão, participou da Guerra de Canudos (1896-1897), rebelião popular de cunho messiânico, liderada por Antônio Conselheiro, iniciada no sertão baiano em novembro de 1896. O governo enviou sucessivas expedições militares para debelar o movimento, até esmagá-lo em outubro de 1897. Foi um dos líderes de uma dessas expedições e tornou-se comandante interino da Brigada de Cláudio do Amaral Savaget, quando este foi ferido em combate. Passou a liderar a 7ª Brigada e, segundo Euclides da Cunha, “era um lutador de primeira ordem. Embora lhe faltassem atributos essenciais de comando e, principalmente, a serenidade de ânimo, que permite a concepção fria das manobras dentro do afogueamento de um combate, sobravam-lhe coragem a toda prova e um quase desprezo pelo antagonista, por mais temeroso e forte, que o tornavam incomparável na ação”. Ainda segundo Euclides da Cunha, Tomás Flores, em um dos combates, tomou a frente de sua brigada para “pessoalmente ordenar a linha de fogo. Por um requinte dispensável, de bravura, não arrancara dos punhos os galões que o tornavam alvo predileto dos jagunços. Ao reatar-se, logo depois, a avançada, baqueou, ferido em pleno peito, morto.” Faleceu, assim, em Canudos (BA) no dia 22 de junho de 1897.